# Skywalker Sound
Skywalker Sound est une société détenue par Lucasfilm, qui à son tour est une filiale de The Walt Disney Company, commandé dans la conception sonore, montage sonore, mixage sonore, et même, il est un studio d'enregistrement pour les bandes sonores, fondée par George Lucas en 1975. Ses principales installations sont situées dans Lucas Valley, près de Nicasio, Californie.
Il a commencé avec son nom Systems Sprocket à San Anselmo, en Californie, et son nom a officiellement changé pour Skywalker Sound en 1987 après que la compagnie a déménagé à son siège, peut-être où est encore, un bâtiment qui est communément connu sous le nom Skywalker Ranch, parce que cela est dans les plantations entourées de collines, les pâturages et les champs, la ferme ou de style ranch.
Jusqu'à présent, il est l'entreprise qui héberge les meilleurs designers sonores et des mélangeurs réenregistrant le monde comme Ben Burtt, Gary Rydstrom, Tom Myers, Randy Thom et beaucoup d'autres ont également été nommé aux Oscars et autres prix pour leur travail important dans l'industrie du cinéma et du son.
Skywalker non seulement conçoit son pour les films de George Lucas et Lucasfilm, mais a également été embauché par d'autres sociétés et entreprises pour la conception sonore des films réalisés par des réalisateurs comme Steven Spielberg, James Cameron, John Lasseter et d'autres directeurs dans des domaines tels que animation et tir réel d'image.
De la respiration de Dark Vador à la voix emblématique de Wall-E, Skywalker Sound a réussi à déplacer le public avec ses applications audio innovantes depuis plus de 35 ans. Skywalker Sound est spécialisé dans la conception sonore et post-production audio dans de nombreux domaines, des films aux jeux vidéo. L'installation a créé les paysages sonores de plus de 100 films différents. Nous pouvons mettre l'accent sur des œuvres comme Star Wars ou Jurassic Park ainsi que quelques productions de films d'animation.
Skywalker Sound a remporté 15 Oscars et a reçu 62 nominations.

## Historique
L'origine de Skywalker Sound remonte à 1975, lorsque George Lucas et Gary Kurtz embauchèrent Ben Burtt, un jeune diplômé de l'USC School of Cinema-Television. Ils étaient à la recherche d'un « directeur du son », ou sound designer, quelqu'un qui pourrait imaginer et mettre en œuvre une bande sonore créative à la hauteur des effets visuels révolutionnaires prévus pour un projet à petit budget de science-fiction : Star Wars.
Son nom vient d'un des personnages principaux de Star Wars, Luke Skywalker. Elle est basée dans le Skywalker Ranch de George Lucas.

## Localisation
Skywalker Sound est situé dans les serene rolling hills dans le Comté de Marin en Californie, à une quarantaine de minutes au nord de San Francisco. Skywalker Sound a été construit par un cinéaste pour les cinéastes, c'est l'un des plus grands et des plus polyvalents complexes de postproduction dans le monde.

## Sprocket Systems

### 1975-1987
Sprocket Systems est une société fondée par George Lucas spécialisée dans le son, les effets sonores, la conception sonore et le mixage. 1987, l'équipe Sprocket Systems déplacé à Skywalker Ranch et rebaptisés Skywalker Sound.

### 1987- présent
Skywalker Sound a embauché au sujet et en fonction du terrain, entre 80 et 160 employés et fournit des productions sonores et de la musique pour des films, des publicités, la télévision, et d'autres formats de films IMAX et les jeux vidéo. Ses productions vont de pièces pour piano pour effectuer des travaux impliquant jusqu'à 130 instruments. Chaque année, ils travaillent dans 20 ou 30 films différents et depuis 2014 ont travaillé dans plus de 100 projets différents. Tout au long de leur carrière, ils ont reçu de nombreux prix dans divers concours.

## Notoriété
Avec 15 Oscars (en date de 2010)  et des dizaines de nominations, les équipes de Skywalker se sont imposées comme une force créatrice de premier rang dans l'art du son, le montage sonore et le mixage.
Skywalker Sound a complètement remasterisé la bande son des 3 premiers épisodes (c'est-à-dire les épisodes IV, V et VI) de Star Wars, en 1996-1998.
Industrial Light & Magic (ou ILM) est aussi une filiale de Lucasfilm Ltd. pour la réalisation d'effets spéciaux et d'images de synthèse.